# Apsidová kaple
Apsidová nebo věncová kaple, či věnec kaplí (německy Kapellenkranz, italsky cappella radiale, francouzsky chapelle rayonnante, nebo apsidiolle), v církevní architektuře představuje kapli, obvykle ve tvaru apsidy, paprskovitě seskupené podél středu hlavní apsidy kostela. Často vytváří tvar koruny kaplí kolem půlkruhu apsidy. Tyto kaple mohou být spojeny s chórovým ochozem nebo, v případě jeho absence, přímo s hlavní apsidou.